# まつかぜ (消防艇・2代)
まつかぜは、千葉市消防局の消防艇。

## 来歴
千葉港は日本有数の貨物取扱量を誇り、国際拠点港湾にも指定された物流・生産の拠点である。また近隣には石油コンビナートもあることから、千葉市消防局は沿岸域を含めた大規模・広域災害への対処を求められている。このことから、1984年には化学消防艇「まつかぜ」（35総トン）を建造し、海上での消防能力の整備を図ってきた。
しかし2000年代に入ると、老朽化に伴い更新が求められるようになっており、その代船として建造されたのが本船である。基本計画・建造管理は、横浜市消防局の「よこはま」（120総トン、2002年竣工）と同じく日本造船技術センターが担当した。
2011年3月11日の東北地方太平洋沖地震により発生したコスモ石油千葉製油所の火災では、海上保安庁の「あわなみ」「ひりゆう」、東京消防庁の「みやこどり」、横浜市消防局の「まもり」、海上災害防止センターの「おおたき」「きよたき」の各船と連携して、海上から警戒監視および冷却散水を実施した。

## 設計
船型は軽構造角型とされた。主機関としては、V型12気筒のMTU 12V4000 M70ディーゼルエンジンが用いられており、推進器は可変ピッチ・プロペラである。

## 装備
消防ポンプは、吐出量毎分25,000リットルのものを2基搭載している。放水砲は5門を搭載しており、下記のような配置となっている。この他に、陸上送水用として、150mm径の放水口が両舷に3個ずつ配置されている。
- 伸縮式放水塔（毎分7,000リットル）×1基
- 上甲板船首部（毎分15,000リットル）×2基
- 操舵室上（毎分5,000リットル）×2基

このうち、伸縮式放水塔は、最大伸張時には海面上約20メートルに達する。なお船内は陽圧で、海面上6メートルの防爆構造とされている。
船体の大型化に伴い、舷の高い上甲板からでは水面の要救助者の救護が困難となる状況が想定されたことから、船体中部両舷には救助者揚架装置（舷側エレベータ）2基を備えている。上甲板レベルには高度救命処置室（活動準備室）が設けられており、ストレッチャー1床を収容できる。
上部構造物の後方には、ウォータージェット推進の複合艇2隻と、その揚降および荷役用のクレーンが設置された。また船尾甲板はヘリコプター用緊急救助スペースとして確保されているほか、必要に応じて、流出油対策や災害時陸上支援、救急救助対策など種々のコンテナを搭載可能である。
本船では指揮艇としての機能も付加されており、操舵室の後方に設置された指揮作戦室では大型のモニター（大画面高精細表示装置）を用いた会議を行えるほか、関係諸機関と連絡できるよう、通信機能も強化された。火災状況監視のため、熱線映像装置が装備され、またヘリコプタ映像受信システムにも対応している。更に水中状況確認のため、海底探知ソナーも搭載された。

## 登場作品

### 映画
『BRAVE HEARTS 海猿』
左翼エンジンが爆発したボーイング747-400が東京湾内に海上着水することを受け、着水する海域の近くで待機する。そして、着水成功後に右翼エンジンから火災が発生すると消火活動にあたり、消防艇「ひりゆう」「みやこどり」とともに放水を行う。

### その他
『のりもの探検隊』
第72巻（DVD版第10巻）に登場。登場人物たちによる解説が行われており、乗組員による操舵の様子や放水シーンが映されている。